# Ismá‘íl I.
Zillulláh Abú-l-Muzaffar Sultán Ismá‘íl Šáh, zkráceně Ismá‘íl I. (persky اسماعیل‎, ázerbájdžánsky Şah İsmayıl Səfəvi; 17. července 1487 – 23. května 1524), byl zakladatel safíovské říše a zároveň první novodobý perský šáh (1501–1524). Pocházel z rodu šejcha Safíuddína († 1334), tvůrce súfijského řádu, jeho otcem byl šejch Hajdar Safáví (1459–1488), matkou Álám Šáh Begúm, dcera sultána akkojunluské říše Uzun Hasana.

## Vláda
Ismá‘íl byl od smrti svého bratra Alího (1494), zabitého v konfliktu s turkitskou dynastií Akkojunlu, vůdcem šíitského súfijského řádu Safávíja, který zvláště od dob šejcha Džunajda (1447–1460) získal v dnešním severozápadním Íránu také politický vliv. Nezletilého Ismá‘íla podporovaly v boji o moc s Akkojunlu turkitské jednotky kizilbašů (neboli červených čepic), jimž se během několika málo let podařilo ovládnout většinu Ázerbájdžánu i s městem Tabrízem – tam přijal zhruba čtrnáctiletý Ismá‘íl v červenci 1501 starobylý perský titul šáhanšáh-e Írán (král králů Íránu), srovnatelný s titulem císař na západě.
V roce 1503 dobyla Ismá‘ílova vojska Irák, v roce 1508 Fárs (starověkou Persidu) a o dva roky později Chorásán a Herát, čímž byly kontury hranic novověké Persie v hrubých rysech vytyčeny. Tyto úspěchy však zastínila v srpnu 1514 porážka v bitvě na Čaldiránské rovině, v níž nad safíovským jezdectvem triumfovala osmanská artilerie sultána Selima I. (1512–1520). Sám Ismá‘íl musel z bitvy uprchnout a celý jeho harém padl do rukou vítězů; dobyto bylo i sídelní město Tabríz spolu se severním Irákem. Boj s Osmany na západě se měl stát hlavním zahraničněpolitickým problémem téměř všech bezprostředních šáhových nástupců.
Za Ismá‘ílovy vlády se na území Íránu začala přísně prosazovat šíitská forma islámu, která postupně zcela převládla a tvoří dodnes charakteristický rys oblasti. Ismá‘íl I. byl od mládí literárně činný a pod pseudonymem Chatáí (Chybující) psal mysticko-náboženské básně v perštině a ázerbájdžánštině, často zaměřené na určité cílové skupiny. V nečetných zprávách Evropanů z té doby (Portugalec Antonio Tenreiro) je šáh popisován jako krutý vladař – prý osobně pobíjel mečem zajatce a vyznačoval se i patologickou zálibou v zabíjení zvířat. Říše, kterou vytvořil, nicméně existovala více než dvě stě let a stala se základem moderního íránského národního státu.